# Torrilhon
Torrilhon est une ancienne entreprise française de fabrication de pneumatiques et de produits caoutchoutés de la vie courante, fondée par Jean-Baptiste Torrilhon. Active des années 1850 à 1937 à Clermont-Ferrand puis à Chamalières dans le Puy-de-Dôme, elle fut la première entreprise française fabricant de pneumatiques pour vélos.

## Histoire
Jean-Baptiste Torrilhon (1824-1911) nait à Neschers, un village du Puy-de-Dôme entre Clermont-Ferrand et Issoire, dont le père, Pierre Torrilhon (1773-1853), était le maire. Ce dernier était issu d'une petite noblesse locale (seigneur de Largnat). Jean-Baptiste part travailler très jeune à Saint-Étienne chez un tisserand et, à 18 ans, monte à Paris où il va travailler pendant 7 ans au Petit Saint-Thomas, un « boutique de nouveautés », précurseur des grands magasins où il côtoie Aristide Boucicaut. Le magasin est victime de la crise économique de 1847 et doit fermer. Jean-Baptiste Torrilhon retourne alors à Clermont-Ferrand est y crée vers 1850 son propre magasin de nouveautés rue saint-Hérem.
Il va alors importer des imperméables caoutchoutés d'Angleterre, les Macintosh, qui vont connaitre un fort succès, dépassant très largement en bénéfice ce que rapportait tous les autres articles de la boutique. Mais Torrilhon connait des difficultés d'approvisionnement. Il décide alors en 1852 de les fabriquer lui-même demandant alors à l'entreprise clermontoise Barbier et Daubrée de lui imperméabiliser des étoffes (l'entreprise Barbier et Daubrée connaitra ensuite des difficultés et sera reprise en 1886 par les petits fils d'Aristide Barbier, André et Édouard Michelin qui renommeront la société Michelin et Cie.). Mais peu satisfait du produit, Jean-Baptiste Torroil décide de la fabriquer lui-même. Après de nombreux essais, il mit au point une technique pour améliorer la vulcanisation du tissu en le mouillant avec du chlorure de soufre dissous dans du sulfure de carbone. Pour passer à une phase industrielle et pouvoir la financer, il s'associe avec un dénommé Verdier, créant la société Torrilhon, Verdier et Cie et loue une partie du château de Bien-Assis à Clermont-Ferrand pour y installer ses ateliers, y produisant différents produits de la vie courante utilisant du caoutchouc. À la suite d'un incendie en septembre 1856, l'entreprise s'installe dans la commune voisine de Chamalières. Elle prospère sous le Second empire.
Pendant la guerre franco-prussienne de 1870, elle fournit aux armées françaises des couvertures et tissus imperméabilisés mais aussi des rondelles d'obturateurs pour les fusils Chassepot. En 1876, elle réussira à vendre
à l'armée des manteaux caoutchoutés pour les officiers.

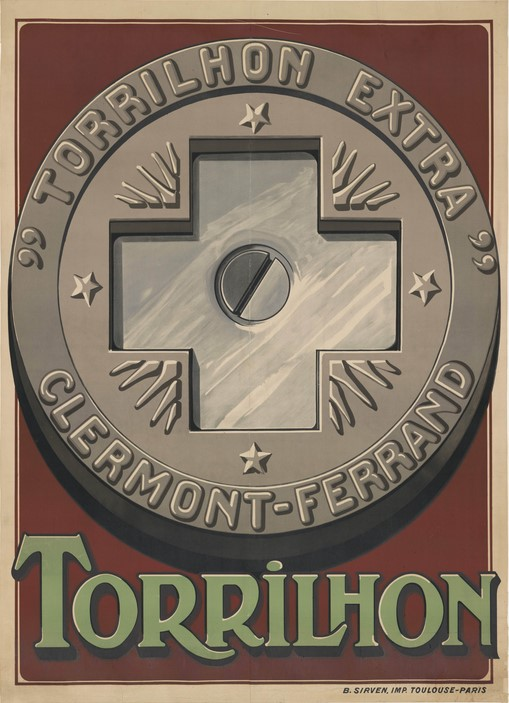
Affiche publicitaire avec mention "Torrilhon extra", collection Clermont Auvergne Métropole, bibliothèque du Patrimoine (cote GRA X 32)

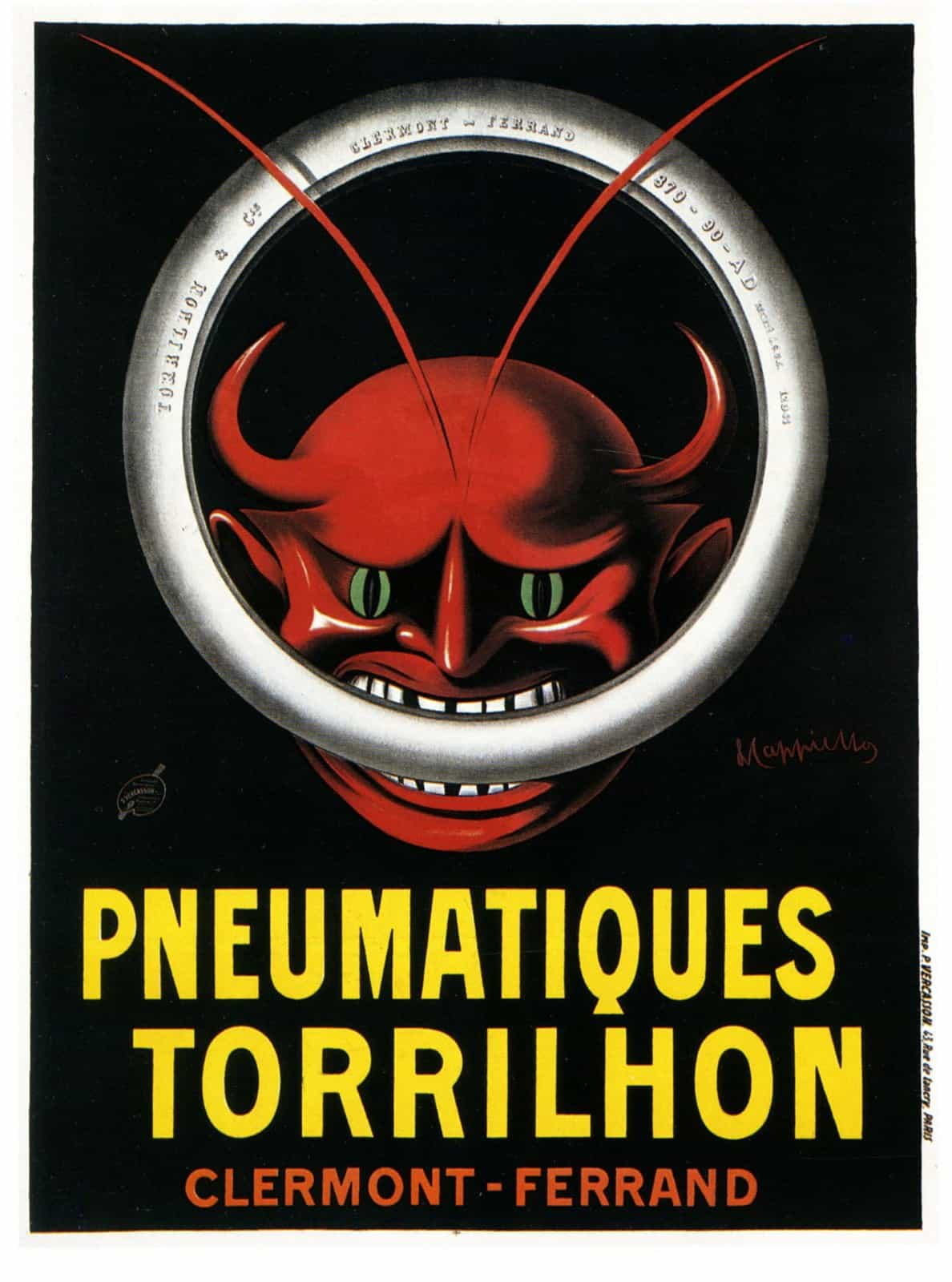
Affiche publicitaire de Leonetto Cappiello pour les pneus de vélo Torrilhon en 1906

Dans les années 1880, avec le développement du vélo, Torrilhon sera la première entreprise française fabricant de pneumatiques pour bicyclette. Elle va alors connaitre un fort développement, l'effectif de l'usine de Chamalières montant jusqu'à 350 ouvriers. En 1890, elle est la première entreprise caoutchoutière de la ville. En 1891, Torrilhon est le premier fabricant à proposer une chambre à air auto-réparable dotée de lamelles flottantes à l'intérieur qui obture la perforation. Le succès est immédiat et beaucoup de vainqueurs de courses sur route ou sur pistes sont équipées en pneus Torrilhon comme les champions du monde de vélo de 1892 et 1893, Charles Nicodémi et Gaston Pachot,. En 1898, l'entreprise sort son premier pneu pour automobile qui est une jante d'acier recouverte de bandes de caoutchouc. Il équipera les premières Levassor, Delahaye et Peugeot. Mais ce système est concurrencé par le pneu démontable de Michelin d'une technologie plus avancée. En 1900, face aux investissements à venir, Jean-Baptiste Torrilhon fonde une société en commandite par actions au capital de 2 millions de francs, soit autant que Michelin à cette date. Bien que déjà âgé de 77 ans et sans successeur désigné, il réunit sans difficulté les capitaux, preuve que l'industrie du caoutchouc était jugée prometteuse. Après cette augmentation de capital, s'il reste aux commandes de l'entreprise, il n'en détient plus que 42,9% ainsi que l'usine de Chamalières qu'il loue alors à la nouvelle société. Cette usine occupe alors une superficie de 16 407 m2, avec une annexe dans la commune voisine de Royat où se prépare le caoutchouc, les deux usines étant traversées par la Tiretaine. En 1902, Torrrihlon produit une bande pour camion grâce à une licence américaine (la publicité parle de la bande américaine B & S de « renommée universelle »). Après quelques années de succès, Torrilhon ne peut faire face sur ce créneau aux établissements Bergougnan,, autre pneumaticien clermontois en plein essor.
Torrilhon développe son activité de chaussures en caoutchouc et avec ses premières années de succès pour ses pneus bandés pour poids-lourds peut procéder à une augmentation de capital à 2,5 millions de francs en 1904. L'année suivante, à 80 ans passés, Jean-Baptiste Torrilhon prend sa retraite. L'entreprise est alors le 5e caoutchoutier français avec 500 salariés et 400 tonnes de caoutchouc consommés annuellement (Michelin et Bergougnan, respectivement premier et second ont 3000 et 1000 salariés et consomment 1300 et 500 tonnes de caoutchouc),.
L'entreprise va alors être dirigée par un conseil d'administration composé d'investisseurs lyonnais, d'Armand Torrilhon et Gaspard Lamy, respectivement fils cadet et gendre de Jean-Baptiste Torrilhon. Une nouvelle augmentation de capital est faite avec la transformation de la société en commandite en société anonyme  des anciens établissements Torrilhon. De nouveau l'appel aux capitaux est un succès, porté par une très bonne et sans doute surévaluée valeur de l'entreprise et par les bénéfices importants des deux autres sociétés clermontoises dans le caoutchouc : Michelin et Bergougnan. La société est cotée à la Bourse de Lyon. L'action placée à 100 francs, séduit les petits porteurs et se retrouve à 155 francs quelques mois plus tard.

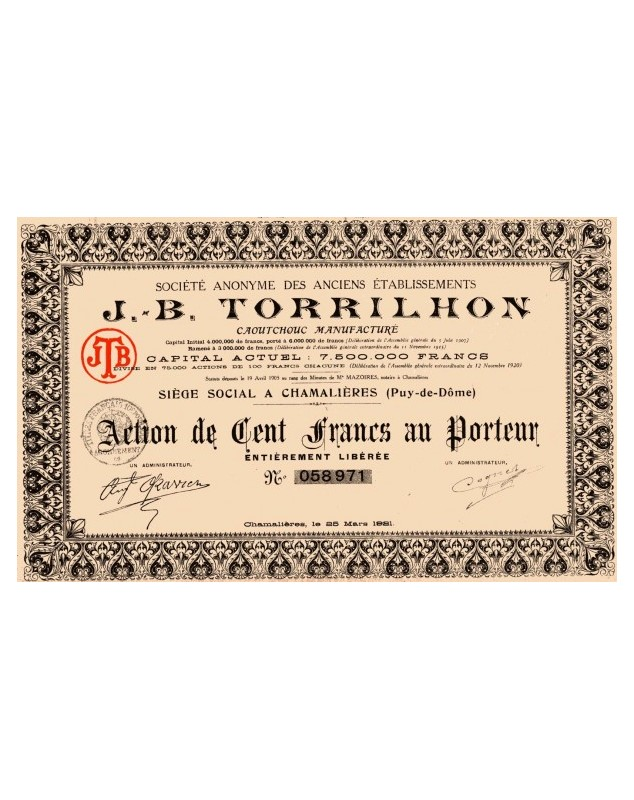
Action de 100 francs de la société anonyme des Anciens établissements JB Torrilhon

Ces augmentations de capital doivent permettre de réaliser les investissements nécessaires dans l'outil industriel dans un secteur en pleine évolution. L'usine fut agrandie, passant à 27 000 m2, des succursales sont ouvertes dans les plus grandes villes de France et un atelier-entrepôt de 2 000 m2 est installé en banlieue parisienne à Levallois-Perret. L'entreprise espérait alors vendre 800 000 paires de chaussures par an.
Mais à partir de 1907, l'entreprise connait des difficultés financières. La production apparait comme mal organisée, pas assez moderne et des relations sociales tendues avec « une main d'œuvre mal payée et d'un faible rendement ». En juin 1908, une grève des ouvrières de l'atelier chaussures dure 3 semaines et l'atelier de vulcanisation subit un incendie probablement d'origine criminelle. En 1911, le cours de l'action était tombé à 40 € et l'entreprise avait besoin d'argent pour être modernisée.

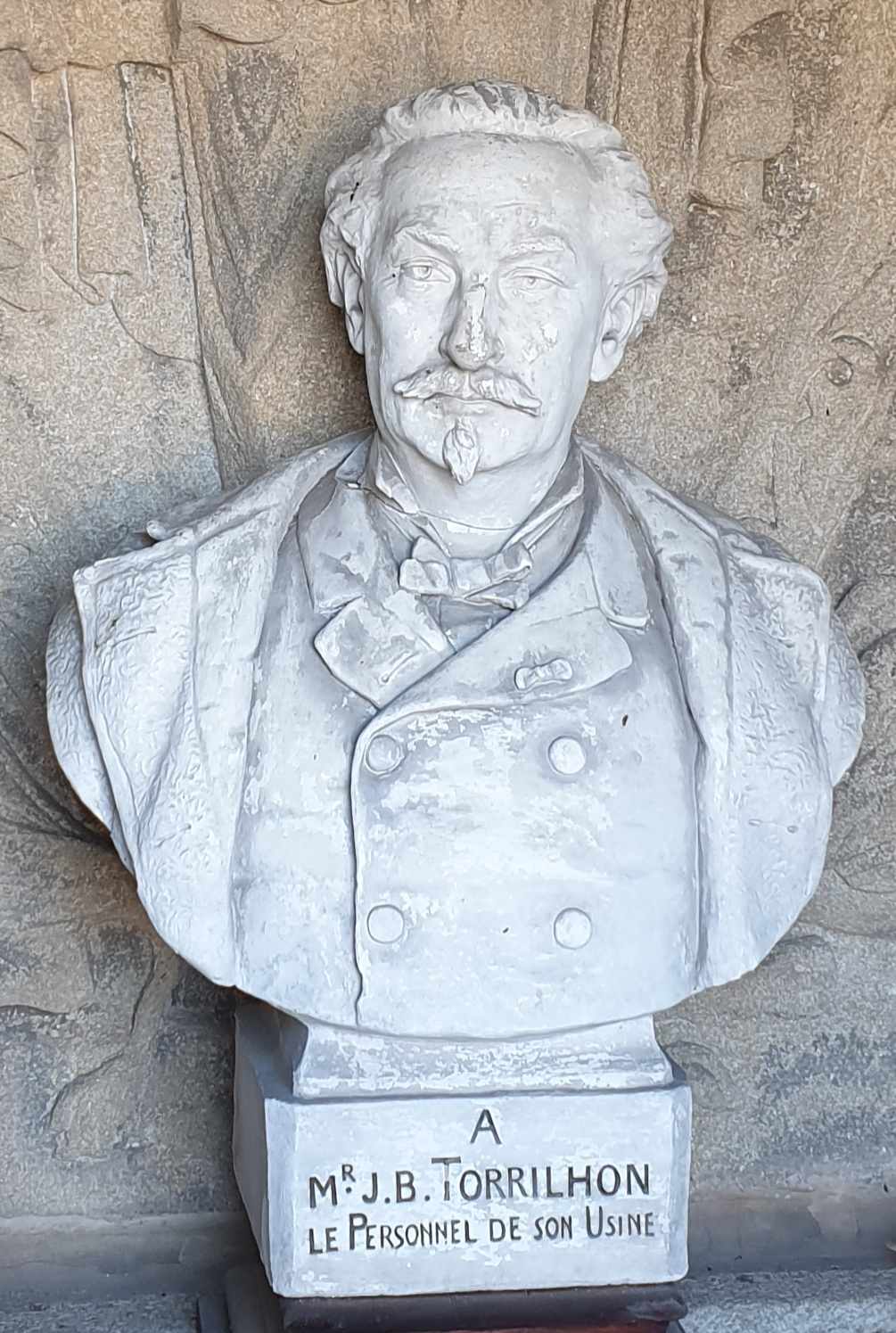
Buste de Jean-Baptiste Torrilhon, financé par son personnel, au cimetière de Chamalières

En 1911, Jean-Baptiste Torrilhon meurt,, cela ouvre la voie au rapprochement avec un autre industriel du secteur. Mais une fusion avec Bergougnan échoue l'année suivante. Armand Torrilhon et Gaspard Lamy sont écartés de la société et le directeur lyonnais de la succursale de Lyon est nommé à sa tête. L'entreprise se diversifie sur les secteurs du caoutchouc moins soumis à concurrence et ne nécessitant pas trop d'investissements, elle va ainsi produire des tuyaux, et développe la vente de vêtements. Elle se sépare de ses vastes locaux de Levallois-Perret pour de plus petits à Paris et améliore ses délais de livraison. Juste avant la Première guerre mondiale, la situation financière se redresse avec en 1913, le premier exercice bénéficiaire. Mais la situation reste fragile avec un outil industriel obsolète et un manque d'investissements.
Après la Première Guerre mondiale, l’entreprise profite de la demande en vêtements et chaussures de la population
En 1933, une nouvelle société, la société d'exploitation des anciens établissements J.-B. Torrilhon au capital de 500 000 francs reprend la société des établissements Torrilhon alors en difficulté.
En 1935, l'entreprise emploie 1049 employés et son usine à Chamalières couvre 33 000 m2 mais elle se porte mal. A l'assemblée générale à la fin de l'année, la perte annuelle équivaiut aux trois quarts du capital social. Le conseil d'administration mise sur la fidélisation de leur clientèle d'imperméable mais ne s'occupe guère de l'usine de Chamalières et des conditions de travail. Les  grèves de 1936 l'affectent durement avec cinq mouvements de grèves, une occupation d'un mois de l'usine avec d'importants dégâts. Torrilhon cesse définitivement son activité le 30 avril 1937.
Torrilhon, au contraire de Michelin et dans une moindre mesure de Bergougnan, n'aura pas assez investi dans son outil de production et aura conservé des produits trop variés,. Selon Patrick de Salins, auteur en 2018 d'un ouvrage sur l'entreprise « après un développement exemplaire pendant près d'un demi-siècle, l'aventure Torrilhon trébuche à la fin du XIXe siècle et va connaître un déclin de plus en plus accentué au XXe jusqu’à s’éteindre à la veille du deuxième conflit mondial. […], Lorsqu'André et Édouard Michelin décident de tout miser sur le pneumatique, Torrilhon, a encore un catalogue très large : vêtements, bottes, etc. […] L’histoire prouvera que les frères Michelin avaient raison. ».
L'usine de Chamalières sera occupée sous le régime de Vichy par le Service national des statistiques qui s'était replié sur Clermont puis après guerre, les locaux seront un temps utilisés comme site de stockage par l'armée de l'Air. L'usine sera finalement détruite en 1977 et remplacée par des immeubles et un jardin (entre l'actuel carrefour de l'Europe et l'école Jules-Ferry, le long de l'avenue de Royat). Une rue porte le nom de Jean-Baptiste Torrilhon à Clermont-Ferrand.